# Кахтаніти

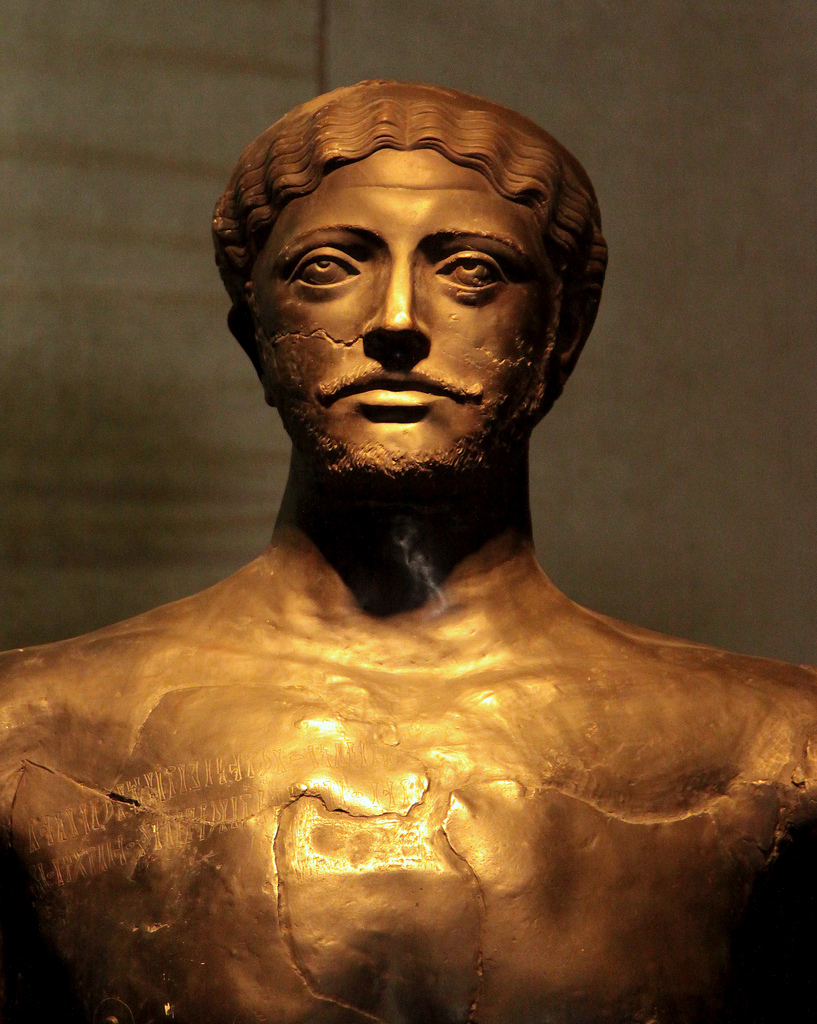
Статуя єменського царя

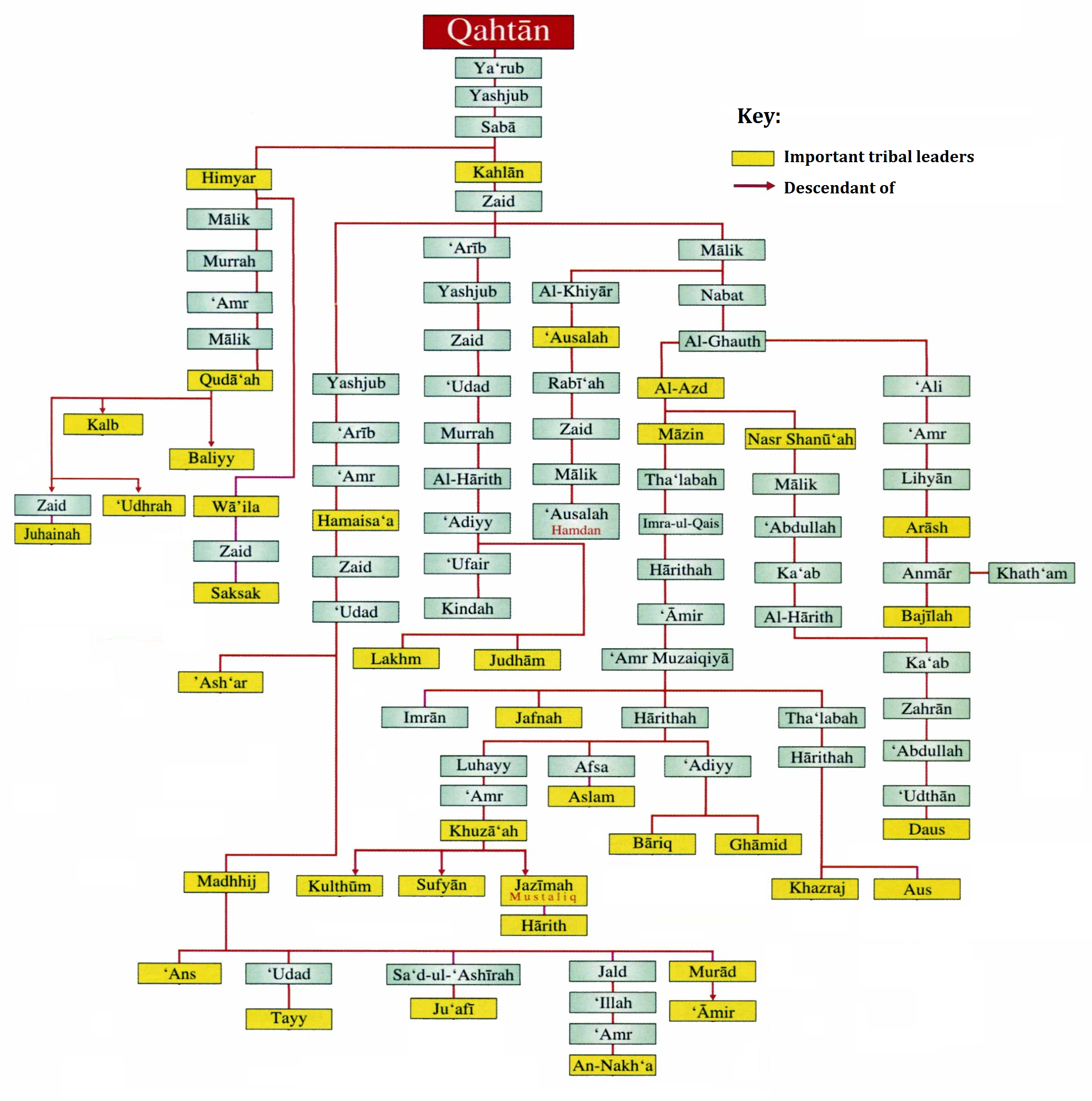
Родовід Кахтанітів

Кахтаніти або кахтані (араб. قَحْطَانِي; трансліт. Qaḥṭānī) — араби, які походять із Південної Аравії. Термін «Кахтан» згадується в багатьох давньоарабських написах, знайдених в Ємені. Арабські традиції вважають, що вони є корінними арабами.

## Традиційна арабська генеалогія
Відповідно до арабської традиції, кахтаніти походять з Південної Аравії, на відміну від аднанітів, які походять з північної, від Ізмаїла  (спільного для авраамічних релігій) через Аднана. Арабська традиція також стверджує, що напівлегендарна предкова особа на ім’я Кахтан і його 24 сини є прабатьками Ємену, які контролювали Аравійський півострів, відомий як Кахтані.
Генеалоги розходяться в думках щодо родоводу самого Кахтана. Деякі відносять його до Ісмаїла. Вахб ібн Мунаббіх і Хішам ібн аль-Калбі дотримувалися цієї генеалогії. Останній процитував свого батька, який сказав, що він був сучасником старіших вчених і генеалогів, які таким чином простежили родовід Кахтана. Кахтан з Йоктаном, сином Евера (Гуда) в Танаху. або що Кахтан є Йокшаном із подібним іменем, сином Авраама абд Кетури.
Серед синів Кахтана є такі визначні фігури, як А'Заал (на думку арабів, це була первісна назва Сани), Хадрамаут і Джурхум, нащадки яких утворили друге плем'я Джурхум, від якого Ізмаїл навчився арабської. Інший син — Яруб, а його син Яшджуб — батько Саби. Усі єменські племена ведуть свій початок від цього «Саби» через Хим’яра чи Кахлана, його двох синів.
Народ Кахтані поділяється на дві підгрупи Хим'яр і Кахлан, які представляють осілих арабів півдня та їхніх родичів-кочівників. Група Кахлан Кахтана складається з 4 підгруп: Та' або Тайї, група Азд, яка вторглася в Оман, група Аміла-Джудхам з Палестини та група Хамдан-Мадхадж, які в основному залишаються в Ємені.

### Ранній мовний зв'язок
Перші групи носіїв семітської мови, які рухалися на північ, уже розробили ранні семітські імена, що походять від трилітерного, а іноді й чотирилітерного кореня дієслова. Ці назви вперше з’явилися в ранніх (нині вимерлих) східносемітських мовах, особливо в аккадській та ассирійських. Уважніше вивчення виявляє зв'язки з центральносемітською мовною сім'єю, включаючи арамейську, фінікійську, іврит і набатейську, яка тісно пов'язана з південносемітськими мовами: мінейською, сабейською, катабанською, аусанською, хадрамаутською, геез та хим'ярською.

### Доісламська міграція Кахтані з Аравії
Ранні семіти, які розвивали цивілізації на стародавньому Близькому Сході, поступово відмовилися від своєї геополітичної переваги перед навколишніми культурами та сусідніми імперськими державами, як правило, через внутрішні потрясіння або зовнішні конфлікти. Це досягло кульмінації з приходом вавилонян, а згодом і ворогуючих між собою мідійців і персів у VII і VI ст. до н. е. відповідно. Хоча семіти втратили вплив, арамейська мова стала лінгва франка більшої частини Близького Сходу. Однак після поразки персів і прибуття еллінських військ близько 330 р. до н. е. використання арамейської скоротилося.

## Після заснування ісламу
Між VII-XIV ст. кахтаніти були залучені до арабських завоювань, мігруючи на щойно завойовані території та змішуючись з місцевим населенням. В епоху Омеядів між кахтанітами та аднанітськими племенами Кайсу спалахнула кровна ворожнеча, яка тривала в різних формах і ступенях до XIX ст. в тому, що стало відомим як суперництво Кайс–Яман.